# ایچستدت (دهانه)
ایچستدت یک دهانه برخوردی در ماه‌ است.

## دهانه‌های اقماری
این دهانه ۶ دهانه اقماری دارد.
| Eichstadt | عرض جغرافیایی | طول جغرافیایی | قطر          |
| --------- | ------------- | ------------- | ------------ |
| C         | ۲۱.۷° S       | ۷۶.۷° W       | ۱۵.۰ کیلومتر |
| E         | ۲۳.۹° S       | ۷۸.۳° W       | ۱۸.۰ کیلومتر |
| D         | ۲۳.۵° S       | ۷۶.۰° W       | ۷.۰ کیلومتر  |
| G         | ۲۲.۴° S       | ۸۰.۷° W       | ۱۱.۰ کیلومتر |
| H         | ۱۹.۰° S       | ۷۹.۹° W       | ۱۱.۰ کیلومتر |
| K         | ۱۸.۲° S       | ۸۳.۲° W       | ۱۳.۰ کیلومتر |